# シャルルロワ南駅
シャルルロワ南駅（仏語: Gare de Charleroi-Sud、蘭語: Station Charleroi-Zuid）はベルギーの都市シャルルロワにある鉄道駅である。同市の主要なバスターミナルとしての機能を持っているほか、ライトレール（Charleroi metro）の駅も併設されている。

## 概要
- 駅コード FCR
- 乗り入れ路線 124 - 130 - 130A - 132 - 140
- 番線数 12

ベルギー国鉄の124号線（シャルルロワ南駅 - ブリュッセル南駅）、130号線（ナミュール駅 - シャルルロワ南駅）、130A号線（エルケリンネ駅 - シャルルロワ南駅）、132号線（クーヴァン駅 - シャルルロワ南駅）、140号線（オッティニー駅 - シャルルロワ南駅）など様々な路線が集まる。
シャルルロワ南駅の駅舎は1874年に建築され、2005年から2007年にかけ修復が行われている。

## 列車系統
- Thalys: パリ北駅 - シャルルロワ南駅 - リエージュ＝ギユマン駅
- IC D: リール＝フランドル駅 - シャルルロワ南駅 - ハースタル駅
- IC I: シャルルロワ南駅 - ブリュッセル南駅 - アントウェルペン中央駅
- IC N: シャルルロア南駅 - ブリュッセル南駅 - アントウェルペン中央駅 - エッセン駅
- IR k: シャルルロワ南駅 - トゥルネー駅
- L: シャルルロワ南駅 - オッティニー駅
- L: シャルルロワ南駅 - ラ・ルヴィエール中央駅
- L: シャルルロワ南駅 - マネージ駅 - ラ・ルヴィエール南駅
- L: シャルルロワ南駅 - ナミュール駅
- L: シャルルロワ南駅 - エルケリンネ駅 - ジューモン駅（フランス）
- L: シャルルロワ南駅 - クーヴァン駅